# Aly & AJ
Aly & AJ (en kort stund (2013) känd som 78violet) är en amerikansk tonårspopduo som består av systrarna  Alyson och Amanda Joy Michalka.
De har gett ut två cd-skivor: Into the Rush (2006) och Insomniatic (2007).
År 2005 gjorde de en cover på "Walking on Sunshine" till filmen Herbie: Fulltankad. Året därpå skrev de låten "Chemicals React" till det populära familjespelet The Sims 2. Samma år spelade de in låten "Rush" och gjorde även en jullåt, "Greatest Time Of Year", till filmen Nu Är Det Jul Igen 3. Den populäraste låten heter "Potential Breakup Song", från 2007.
2008 gjorde systrarna en låt till en Disney Channel Original Movie; Minutemen. Låten heter "Like Whoa". De har gjort två covers. Förutom ovan nämnda "Walking on Sunshine" till Herbie: Fulltankad har de även spelat in en låt kallad "Do You Believe in Magic". Aly och AJ har varit med i filmerna Cow Belles och Super Sweet 16: The Movie.

## Diskografi
Studioalbum
- 2005: Into the Rush
- 2006: Acoustic Hearts of Winter
- 2007: Insomniatic
- 2017: Ten Years

Samlingsalbum
- 2007: Fav Five - Let Me Repeat That

Singlar
- 2005: "Rush"
- 2006: "Chemicals React"
- 2006: "Greatest Time of Year"
- 2007: "Potential Breakup Song"
- 2008: "Like Whoa"
- 2013: "Hothouse" (som "78violet")
- 2017: "Take Me"